# Fish River (Daly River)
Der Fish River ist ein Fluss im Norden des australischen Territoriums Northern Territory.

## Geografie

### Flusslauf
Der Fluss entspringt im Norden der Upper Daly Aboriginal Reserve, südlich der Wingate Mountains. Von dort fließt er nach Norden, östlich an diesem Gebirge vorbei und durch die Siedlung Fish River. Am Westende der Rock Candy Range mündet er in den Daly River.

### Nebenflüsse mit Mündungshöhen
- Soldiers Creek – 110 m
- Jogi Creek – 62 m
- Lilyarba Creek – 57 m
- Mut Pong Creek – 44 m[1]